# Velso Mucci
Velso Mucci (Napoli, 29 maggio 1911 – Londra, 5 settembre 1964) è stato uno scrittore italiano.

## Biografia
Visse in diverse parti d'Italia a seguito degli spostamenti del padre, militare e maestro di musica, fino a stabilirsi definitivamente nel 1924 a Torino, dove frequentò il Liceo classico Cavour, conoscendovi, tra gli altri, Gian Carlo Pajetta. All'inizio degli anni '30 entrò come critico musicale nella redazione de "Il Selvaggio", dove conobbe, oltre al direttore Mino Maccari, personaggi come l'architetto Carlo Mollino e artisti come Carlo Carrà, Filippo De Pisis, Giorgio Morandi e Luigi Spazzapan, che ospitò poi nella libreria antiquaria aperta sulla Rive Gauche a Parigi, dove si era trasferito nel 1934. Il suo profilo letterario, legato nelle prime esperienze degli anni '20 soprattutto alla personalità di Vincenzo Cardarelli, di cui più tardi curerà le edizioni delle Lettere non spedite (Roma, Astrolabio, 1946) e dei Prologhi viaggi favole (Milano, Mondadori, 1946), si arricchì a Parigi grazie alla frequentazione di intellettuali come Paul Éluard, Tristan Tzara, Nazim Hikmet, di cui tradusse più tardi le Poesie (Roma, Editori riuniti, 1960). Dopo la guerra si trasferì a Roma, dove fondò e diresse Il costume politico e letterario, bimestrale dove pubblicarono, tra gli altri, Leonardo Sinisgalli, Umberto Saba, Giorgio Bassani, Mario Tobino, Giuseppe Raimondi, Giuseppe Ungaretti. Nel 1947, dopo essersi iscritto al Partito comunista italiano, entrò in contatto con scrittori quali Niccolò Gallo, Mario Socrate, Giuseppe Dessì, e venne chiamato nel 1958 a far parte del comitato direttivo del Contemporaneo.

## Opere principali
- Esercizi: 1927-1933 (liriche), Torino, Il Portico, 1935
- Le carte (prose e versi liberi), Roma, Il Selvaggio, 1936
- Scartafaccio 1930-1946 (versi e prose), Roma, Tip. Ist. Grafico Tiberino, 1948
- L' umana compagnia, con un disegno di Giorgio De Chirico e due incisioni di Mino Rosso, Roma, Il Costume editoriale, 1953
- L' azione letteraria, Roma, Il Costume editoriale, 1958
- L' età della terra (versi), Milano, Feltrinelli, 1962 (premio Chianciano ex aequo con Andrea Zanzotto)
- L' uomo di Torino (romanzo), Milano, Feltrinelli, 1967, ripubblicato nel 2012, Milano, Scalpendi ed.
- Carte in tavola (versi), prefazione di Natalino Sapegno, Milano, Feltrinelli, 1968
- L'azione letteraria (raccolta di saggi filosofici e letterari, a cura di Mario Lunetta), Roma, Ed. riuniti, 1977